# 삼묘
삼묘(三苗)는 중국 신화에 등장하는 악신이다. 공공, 환두, 곤과 함께 사죄의 한 사람이다.
삼묘는 환두와 함께 요에 대해서 반란을 계획했다고 전해지며, 그것 때문에 사죄 중 하나로 꼽히는 이유가 되고 있다. 요와의 싸움에서 패한 후, 그 후손들은 남방으로 멀리 달아나 삼묘국을 세운 것으로 여겨진다. 그 나라의 모습과 위치는 『산해경』 등에 적혀 있다. 삼묘가 있었던 지역의 주요 분포는 장강 주변, 둥팅호와 포양호 사이인 것으로 보여지고 있다. 『사기』 본기에는 삼묘의 자손들이 서쪽으로 가서 서융이 되었다고 적혀 있다.
또, 삼묘는 세 자손들이 각각 제홍씨의 혼돈, 소호씨의 궁기, 진운씨의 도철이 되었다고 한다. 이 3명은 사흉으로 불리는 것이기도 하다.
근현대, 삼묘인은 먀오족의 연원이 된다고 말해지고 있지만, 자세한 관련성은 불분명하다.

## 같이 보기
- 삼묘인
- 먀오족